# Dieter Dujardin
Dieter Dujardin (Waregem, 1979) is een Belgische journalist. 
Voor het dagblad De Tijd is hij sinds 2019 redacteur Politiek & Economie. Daarvoor was hij Wetstraatjournalist en editorialist bij Het Laatste Nieuws. 

## Erkenning
Met Tobe Steel, Wim Van de Velden en David Adriaen volgde hij voor het drieluik Reconstructie van een mislukte kernuitstap jarenlang het dossier rond de sluiting van Belgische kerncentrales. Het leverde hen de journalistiek prijs De Loep 2023 op in de categorie Controlerende Onderzoeksjournalistiek. De jury prees hun werk als ‘een schoolvoorbeeld van een reconstructie, waarbij complexe materie begrijpelijk werd gemaakt’.

## Prijzen
- 2023 De Loep